# Шойбнер-Рихтер, Макс Эрвин фон
Макс Эрвин фон Шойбнер-Рихтер (нем. Max Erwin von Scheubner-Richter, настоящее имя Людвиг Максимилиан Эрвин Рихтер; 21 января 1884, Рига — 9 ноября 1923, Мюнхен) — немецкий дипломат и политический деятель, ранний соратник Адольфа Гитлера.

## Ранние годы
Родился в Риге в семье дирижёра и учителя музыки Карла Фридриха Рихтера (родился в Ошаце, умер в 1890 году в Риге), выходца из Саксонии. Мать, Юстина Хаусвальд (родилась в Риге, умерла в Мюнхене 8 декабря 1917 года), была остзейской немкой. Дед по матери, Готтлоб Хаусвальд, владел в Риге фабрикой. После ранней смерти отца Макс жил с матерью в Риге по адресу Большая Невская улица, 26, квартира 13.
Выпускник Ревельского Петровского реального училища. В 1905/1906, 1906/1908 и 1909/1910 гг. учился на химическом отделении Рижского политехнического института. Летний семестр 1906 г. провёл изучая химию в Высшей технической школе в Дрездене, а 1908/1909 гг. — в Технической школе в Мюнхене и в местном университете. 21 декабря 1916 г. защитил в Мюнхене диссертацию по химии на тему «Пинен гидробромида и его реакция на оксид серебра».
Состоял в рижской студенческой корпорации «Рубония», был знаком с Альфредом Розенбергом и Арно Шикеданцем со времён их юности.
В 1912 году женился на богатой вдове Матильде фон Шойбнер и был усыновлён одним из её родственников, получив её дворянскую фамилию.

## Первая мировая война
10 августа 1914 года вступил добровольцем в 7-й Баварский шеволежерский полк. Сначала служил на фронте, однако уже в ноябре 1914 был переведён на дипломатическую и разведывательную работу в Османскую империю.
С января по август 1915 года — вице-консул Германии в Эрзеруме. Являлся одним из очевидцев геноцида армян, документально подтвердившим факт целенаправленного истребления армян турецкими властями. В ходе этих событий Шойбнер-Рихтер, лично спасавший отдельных армян, пытался повлиять на ситуацию через Берлин и Константинополь, однако его попытки не увенчались успехом.
Во время нахождения в должности, командуя подразделением, совершил военно-политическую экспедицию в Северную Персию (август 1915 — июнь 1916), перенёс малярию и надолго выбыл из строя.
После выздоровления в марте 1917 г. был отправлен на Западный фронт, в расположение 15-й Баварской пехотной дивизии, где принял участие в боях при Аррасе. Летом того же года был отозван с фронта, некоторое время работал в Генштабе, а затем был переведён в Стокгольм для переговоров с представителями национальных меньшинств России.
Осенью 1917 года, вскоре после занятия Моонзундских островов германскими войсками, Шойбнер-Рихтер получил назначение в оккупационную администрацию в Прибалтике, где возглавил отдел прессы при Главном командовании 8-й армии в Риге. В это время с Шойбнер-Рихтером работали Арно Шикеданц и Макс Бём.

## Политическая деятельность
Шойбнер-Рихтер впервые встретился с Адольфом Гитлером в октябре 1920 года. В результате он стал его советником по внешней политике и финансистом его партии. В то время он считался ключевым пропагандистом ранней НСДАП, к которой присоединился в 1921 году.
В ноябре 1923 года был одним из организаторов нацистского пивного путча в Мюнхене. По замыслам Шойбнер-Рихтера и его единомышленников с этого путча должна была начаться национал-социалистическая революция, которая привела бы к власти в Германии Адольфа Гитлера и партию НСДАП.
Утром 9 ноября он возглавил марш к Feldherrnhalle вместе с Гитлером, генералом Людендорфом и Германом Герингом. По до конца не выясненным причинам произошла перестрелка с полицией, в результате которой погибли двенадцать путчистов (впоследствии ещё двое погибли перед Военным министерством Баварии) и четверо полицейских. Смертельно раненный Шойбнер-Рихтер первым упал на землю, повалив за собой и Адольфа Гитлера, с которым они стояли рядом, тесно сцепившись за руки. Благодаря этому обстоятельству Гитлер вывихнул себе руку, но, упав на землю, остался жив. Шойбнер-Рихтер скончался на месте.